# Stibara nigrovittata
Stibara nigrovittata là một loài bọ cánh cứng trong họ Cerambycidae.